# Zeuxine elongata
Espèce
Synonymes
- Zeuxine ruwenzoriensis Kraenzl.[1]

Zeuxine elongata est une espèce de plantes de la famille des Orchidées et du genre Zeuxine, présente dans plusieurs pays d'Afrique tropicale.